# Anthony Favre (Telemarker)
Anthony Favre (* 21. Juni 1970) ist ein ehemaliger französischer Telemarker.
Favre belegte bei der Telemark-Weltmeisterschaft 1997 im Classic-Wettbewerb Platz 28 und im Riesenslalom Platz 24. Beim Telemark-Weltcup 1996/97 erreichte er in der Gesamtwertung den 30. Rang. Favre war insgesamt viermal französischer Meister im Telemark.
Nach seiner aktiven Karriere war er von 2000 bis 2010 Vorsitzender des Telemark-Komitee des Weltskiverbandes. Er ist zudem Leiter des französischen Telemarkverbandes (AFT) und arbeitet er als freier Skilehrer im Skigebiet La Plagne.